# 10655 Піткейзер
10655 Піткейзер (10655 Pietkeyser) — астероїд головного поясу, відкритий 17 жовтня 1960 року.
Тіссеранів параметр щодо Юпітера — 3,339.
Названо на честь голландського мореплавця Пітера Кейзера (нід. Pieter Dirkszoon Keyser, бл. 1540-1596), котрий здійснив подорож до Ост-Індії у 1595 році. Йому приписують відкриття дванадцяти нових сузір'їв південного неба.